# Icônes
Pour les articles homonymes, voir icône.
Icônes était un magazine mensuel français de vulgarisation informatique créé en novembre 1985 et disparu en mai 1996, consacré principalement à l'ordinateur Macintosh d'Apple.

## Histoire
Créé en 1985 par Jean-Pascal Grevet, Icônes (sous-titré "Le journal du Macintosh") était édité à Lille. 
Trimestriel à ses débuts, puis bimestriel, le n°0 paraît à l'été 1985, le n°1 à l'automne. Le dernier n° 56 paraît en avril-mai 1996.
Le magazine cesse sa parution à la suite du décès (crise cardiaque) du fondaeur Jean-Pascal Grevet le 6 juin 1996 (source Apple Magazine 1996).